# والي تايلور
والي تايلور (بالإنجليزية: Wally Taylor)‏ (30 أكتوبر 1926 في المملكة المتحدة - 2005) هو لاعب كرة قدم بريطاني (وحمل سابقاً جنسية المملكة المتحدة لبريطانيا العظمى وأيرلندا) في مركز الظهير. لعب مع أولدهام أثلتيك وغريمسبي تاون ونادي ساوثبورت وBrigg Town F.C. ‏.